# Teresa (1959)
Teresa é uma telenovela mexicana, produzida pela Televisa e a Colgate-Palmolive, cuja exibição ocorreu em 1959 pelo Telesistema Mexicano.
Foi protagonizada antagonicamente por Maricruz Olivier e com as participações de Luiz Beristàin, Beatriz Aguirre, Alicia Montoya e Antonio Bravo.

## Elenco
- Maricruz Olivier - Teresa Martínez
- Aldo Monti - Mario Vázquez
- Antonio Bravo - Héctor de la Barrera
- Luis Beristáin - José Antonio Meyer
- Beatriz Aguirre - Luisa de la Barrera
- Graciela Doring - Aurora Ferralde
- Alicia Montoya - Josefina de Martínez
- José Luis Jiménez - Armando Martínez
- Maruja Grifell - Madrinha de Teresa
- Andrea López - Montserrat Gil
- Fanny Schiller - Eulalia de Meyer
- Antonio Raxel - Manuel
- Angelines Fernández - Esmeralda
- Enrique Cuoto
- Guillermo Rivas